# Ветляна (приток Чусовой)
Ветляна — река в России, протекает по Добрянскому району Пермского края. Устье реки находится в 57 км по правому берегу Чусовского залива Камского водохранилища. Длина реки составляет 15 км.
Исток реки юго-восточнее села Ярино в 20 км к юго-востоку от города Добрянка. Река течёт на юг по ненаселённой местности среди лесистых холмов западных предгорий Среднего Урала. Притоки — Сырая Ветляна, Западная Ветляна (оба правые). Впадает в Чусовской залив у села Ветляны. Высота устья — 108,2 м над уровнем моря.

## Данные водного реестра
По данным государственного водного реестра России, относится к Камскому бассейновому округу, водохозяйственный участок реки — Кама от города Березники до Камского гидроузла, без реки Косьва (от истока до Широковского гидроузла), Чусовая и Сылва, речной подбассейн реки — бассейны притоков Камы до впадения Белой. Речной бассейн реки — Кама.
Код объекта в государственном водном реестре — 10010100912111100012202.